# فریندلی کورنرز (آریزونا)
فریندلی کورنرز (به انگلیسی: Friendly Corners) یک منطقهٔ مسکونی در ایالات متحده آمریکا است که در آریزونا واقع شده‌است. فریندلی کورنرز ۵۰۷ متر بالاتر از سطح دریا واقع شده‌است.